# Alfred Lynch
Alfred Cornelius Lynch (* 26. Januar 1931 in London; † 16. Dezember 2003 in Brighton) war ein britischer Schauspieler.

## Leben
Lynch wuchs als Sohn eines Klempners in Whitechapel im Londoner East End auf. Er verließ die Schule im Alter von 14 Jahren und arbeitete zunächst als Technischer Zeichner. Nach seinem Wehrdienst begann er neben der Arbeit ein Schauspielstudium in der Toynbee Hall und erregte 1958 nach zwei Jahren im Repertoiresystem erste Aufmerksamkeit durch seine Rolle des Kommunisten Ronnie in Arnold Weskers Chicken Soup in der Produktion des Royal Court Theatre. Lindsay Anderson besetzte ihn daraufhin in seinem Regiedebüt am Royal Court Theatre, The Long and the Short and the Tall, an der Seite von Peter O’Toole. Joan Littlewood besetzte Lynch als Geisel in einer Produktion des IRA-Dramas The Hostage am Wyndhams Theatre. Nach großem Erfolg am Londoner West End wurde die Produktion zwischen September 1960 und Januar 1961 insgesamt 127 mal am Broadway aufgeführt. Für Lynch war es sowohl seine Broadwaypremiere, als auch sein einziger Ausflug ans US-amerikanische Theater.
Bereits 1959 hatte Lynch sein Spielfilmdebüt in Tony Richardsons Literaturverfilmung Blick zurück im Zorn an der Seite von Richard Burton. 1961 spielte er die Hauptrolle in der Filmkomödie Das Schlitzohr von Cyril Frankel. Eine größere Filmrolle hatte er in Sidney Lumets Antikriegsfilm Ein Haufen toller Hunde als Private George Stevens, ebenso war er an der Seite von Elizabeth Taylor und Richard Burton in Der Widerspenstigen Zähmung zu sehen. Mit dem Ende der 1960er Jahre neigte sich Lynchs Filmkarriere ihrem Ende entgegen, worauf er verstärkt für das Fernsehen tätig war. Unter anderem spielte er die Titelrolle in der BBC-Dramaserie Hereward the Wake und die Hauptrolle in der LWT-Weltkriegsserie Manhunt. Ebenso wirkte er im vorletzten Handlungsbogen der Science-Fiction-Serie Doctor Who vor deren zwischenzeitlichen Absetzung 1989 mit. Zudem trat Lynch in zahlreichen britischen Theaterproduktionen auf, stand auf den Bühnen des Royal National Theatre und des Young Vic, und wirkte in Produktionen der Royal Academy of Dramatic Art mit.
Während seiner Ausbildung an der Toynbee Hall lernte Lynch den Schauspieler James Culliford kennen. Sie wurden ein Paar, und als Culliford 1972 einen Schlaganfall erlitt, zogen sie sich nach Brighton zurück. Lynch stellte seine Karriere hintan, um sich um Culliford zu kümmern, der 2002 verstarb. Lynch erlag im darauf folgenden Jahr im Alter von 72 Jahren den Folgen einer Krebserkrankung.

## Filmografie (Auswahl)
- 1959: Blick zurück im Zorn (Look Back in Anger)
- 1961: Das Schlitzohr (On the Fiddle)
- 1963: West 11
- 1963: 55 Tage in Peking (55 Days at Peking)
- 1965: Ein Haufen toller Hunde (The Hill)
- 1965: Hereward the Wake (Fernsehserie, Hauptrolle)
- 1967: Der Widerspenstigen Zähmung (The Taming of the Shrew)
- 1973: Der Bunker (The Blockhouse)
- 1977: Die Abenteuer des Joseph Andrews (Joseph Andrews)
- 1981: Ein perfekter Bruch (Loophole)
- 1989: Doctor Who (Fernsehserie, 4 Folgen)
- 1991: Bis ans Ende der Welt

## Broadway
- 1960–1961: The Hostage